# Nevăzut... necunoscut
Nevăzut... necunoscut (titlul original: în franceză Ni vu, ni connu)  este un film de comedie francez, realizat în 1958 de regizorul Yves Robert, inspirat după un roman al scriitorului Alphonse Allais intitulat „L'Affaire Blaireau”, protagoniști fiind actorii Louis de Funès, Pierre Mondy, Noëlle Adam și Claude Rich.

## Rezumat
În satul fermecător Montpaillard, considerat cel mai liniștit loc din Franța, rivalitatea dintre braconierul Blaireau, un glumeț amuzant însoțit de terrierul său „Fous-le-camp” și de polițistul rural Parju, lipsit de simțul umorului, provoacă agitație. Cel mai mic pretext este bun pentru Parju pentru "înmuierea" lui Blaireau. Astfel, în timp ce el a fost din greșeală cotonogit în miezul nopții de Armand Fléchard, un profesor de pian tânăr și îndrăgostit de Arabella, fiica „castelanilor” satului, crede că făptașul este  Blaireau, așa că îl bagă la arest. Dar notabilii și burghezii satului au beneficiat întotdeauna de "serviciile" lui Blaireau și de "priceperea" lui nemaipomenită la pești, raci și diferite feluri de vânat, asistate de micul său câine credincios "Fous-le-camp ". Lipsa acestor delicatese de când Blaireau e la arest, începe să devină frustantă pentru toată lumea. La rândul său, Blaireau știe să profite de toate situațiile din viață, inclusiv în cele câteva zile petrecute la închisoare. Din fericire, întregul sat se unește pentru a salva situația și de a-l apăra pe simpaticul „proscris”. Dar acesta va voi să iasă din închisoare unde trăiește ca în sânul lui Avram?

## Distribuție
- Louis de Funès – Léon Blaireau
- Moustache – Ovide Parju
- Noëlle Adam – Arabella de Chaville
- Madeleine Barbulée – dna. de Chaville
- Claude Rich – Armand Fléchard
- Frédéric Duvallès – M. Dubenoit, primarul
- Roland Armontel – Léon de Chaville
- Pierre Mondy – M. Bluette, directorul închisorii
- Jean-Marie Amato – maistru Guilloche
- Lucien Hubert – Auguste
- Pierre Stephen – procurorul republicii
- Robert Vattier – M. Lerechigneux, judecătorul
- Paul Faivre – Victor, gardianul șef al închisorii
- Jean Bellanger – un deținut
- Grégoire Gromoff – Grégory, un deținut
- Henri Coutet – un deținut
- Max Montavon – un deținut
- Monette Dinay – Léontine, menajera lui Dubenoit
- Danièle Delorme – o admiratoare a sărbătorii satului
- Colette Ricard – dra. Rose
- Pierre Mirat – hotelierul de Montpaillard
- Guy Favières – un adjunct al primarului
- Marcel Rouze – un jandarm
- Charles Bayard – asistentul judecătorului
- Yves Robert – fotograful (caméo)
- Marc Blanchard – M. Duranfort
- Raoul Saint-Yves – un deținut
- Jacques Couturier – un jandarm
- Francis Lemarque – un deținut
- Bernard Charlan – doctorul
- Jimmy Perrys – Antoine, un deținut
- Jeanne de Funès – o admiratoare (ne acreditată)
- și câinele Fous-le-camp, corbul Napoléon, coțofana Lucienne, porcul Parju cât și membrii ai « club de la fine gaule »

## Melodii din film
- Pe toată durata filmului se poate auzi diferite adaptări ale piesei Păstrăvul al compozitorului Franz Schubert.